# Лешно (Вармінсько-Мазурське воєводство)
Лешно (пол. Leszno, нім. Leschnau) — село в Польщі, у гміні Барчево Ольштинського повіту Вармінсько-Мазурського воєводства.
Населення — 141 особа (2011).
У 1975-1998 роках село належало до Ольштинського воєводства.

## Демографія
Демографічна структура станом на 31 березня 2011 року:
|          | Загалом | Допрацездатний вік | Працездатний вік | Постпрацездатний вік |
| -------- | ------- | ------------------ | ---------------- | -------------------- |
| Чоловіки | 77      | 21                 | 52               | 4                    |
| Жінки    | 64      | 16                 | 42               | 6                    |
| Разом    | 141     | 37                 | 94               | 10                   |